# ディズニーランド (テレビ番組)の放送一覧
ディズニーランドの放送一覧（ディズニーランドのほうそういちらん）では、日本におけるテレビ番組「ディズニーランド」の放送一覧を掲載する。

## 放送時間
- 金曜20時（1958年8月29日 - 1968年2月16日)
- 日曜19時（1968年4月7日 - 1969年9月21日）
- 日曜10時（1969年10月5日 - 1970年3月29日）
- 日曜14時30分（1970年4月19日 - 1972年4月30日）

## 放送一覧
- TOM.＝TOMORROWLAND（未来の国）
- FAN.＝FANTASYLAND（お伽の国）
- ADV.＝ADVENTURELAND（冒険の国）
- FRO.＝FRONTIERLAND（開拓の国）
- WWC.＝『Walt Disney's Wonderful World of Color』（素晴らしいカラーの世界）※カラー放送

### 1958年
| － | 放映日   | －   | 邦題                                              | 原題                           |
| -- | -------- | ---- | ------------------------------------------------- | ------------------------------ |
| 1  | 8月29日  | TOM. | 「宇宙への挑戦」                                  | －                             |
| 2  | 9月12日  | FAN. | 「グーフィーの万能選手」                          | －                             |
| 3  | 9月26日  | ADV. | 「大自然に生きる」                                | Survival in Nature             |
| 4  | 10月10日 | FAN. | 「ミッキーマウスの冒険」                          | The Adventures of Mickey Mouse |
| 5  | 10月24日 | ADV. | 「第一部 カメラの探検旅行 / 第二部 深山のおじか」 | －                             |
| 6  | 11月7日  | FAN. | 「ただいま休憩中」                                | －                             |
| 7  | 11月14日 | ADV. | 「南極の過去と現在」                              | －                             |
| 8  | 12月5日  | FAN. | 「プルートの一日」                                | Pluto's Day                    |
| 9  | 12月12日 | ADV. | 「大自然に生きる」（第3回の再放送）               | Survival in Nature             |
| 10 | 12月19日 | ADV. | 「大自然のファンタジー」                          | －                             |

### 1959年
| － | 放映日   | －   | 邦題                                                | 原題                              |
| -- | -------- | ---- | --------------------------------------------------- | --------------------------------- |
| 11 | 1月2日   | TOM. | 「大空への夢」                                      | －                                |
| 12 | 1月16日  | FAN. | 「グーフィーの冒険物語」－                          |                                   |
| 13 | 1月30日  | ADV. | 「南極便り」                                        | －                                |
| 14 | 2月13日  | FAN. | 「動画の歴史」                                      | －                                |
| 15 | 2月27日  | FAN. | 「シリー・シンフォニー・アルバム」                  | The Story of the Silly Symphony   |
| 16 | 3月13日  | ADV. | 「素晴らしい犬達」                                  | －                                |
| 17 | 3月27日  | ADV. | 「カメラのアフリカ探検とビーバーの谷」              | Beaver Valley / Cameras in Africa |
| 18 | 4月24日  | ADV. | 「おっとせいの島」                                  | －                                |
| 19 | 5月8日   | FAN. | 「ドナルド・ダックの一日」                          | A Day in the Life of Donald Duck  |
| 20 | 5月22日  | TOM. | 「宇宙への挑戦」（第1回の再放送）                   | －                                |
| 21 | 6月5日   | FAN. | 「グーフィーの出世物語」                            | －                                |
| 22 | 6月19日  | TOM. | 「大空への夢」（第11回の再放送）                    | －                                |
| 23 | 7月3日   | FAN. | 「魔法のすべて」                                    | －                                |
| 24 | 7月17日  | ADV. | 「カメラのアフリカ探検とビーバーの谷」              | Beaver Valley / Cameras in Africa |
| 25 | 7月31日  | ADV. | 「ラプランドの旅とアラスカのエスキモー」            | －                                |
| 26 | 8月14日  | FAN. | 「グーフィーの万能選手」（第2回の再放送）           | －                                |
| 27 | 8月28日  | TOM. | 「月世界探検」                                      | －                                |
| 28 | 9月11日  | ADV. | 「カメラの探検旅行と深山のおじか」（第5回の再放送） | －                                |
| 29 | 9月25日  | FAN. | 「ドナルドのディズニーランド」                      | －                                |
| 30 | 10月9日  | ADV. | 「大自然の神秘を訪ねて」                            | －                                |
| 31 | 10月23日 | FAN. | 「物語の誕生」                                      | －                                |
| 32 | 11月6日  | ADV. | 「南極便り（冷凍作戦）」                            | －                                |
| 33 | 11月20日 | ADV. | 「サラブレッドあらし号（あるサラブレッドの生涯）」  | －                                |
| 34 | 12月4日  | FAN. | 「ミッキーマウスの冒険」（第4回の再放送）           | －                                |
| 35 | 12月18日 | ADV. | 「冒険の国一周と水鳥の生活」                        | －                                |

### 1960年
| － | 放映日   | －   | 邦題                                                       | 原題                            |
| -- | -------- | ---- | ---------------------------------------------------------- | ------------------------------- |
| 36 | 1月1日   | ADV. | 「マッターホルンをめざして」                               | －                              |
| 37 | 1月8日   | FAN. | 「グーフィーの冒険物語」（第12回の再放送）                 | －                              |
| 38 | 1月29日  | TOM. | 「火星とその彼方」                                         | Mars and Beyond                 |
| 39 | 2月12日  | ADV. | 「南極便り 第三報 南極の科学探検」                         | －                              |
| 40 | 2月26日  | FAN. | 「動画の技法」                                             | －                              |
| 41 | 3月11日  | FAN. | 「シリー・シンフォニー・アルバム」（第15回の再放送）       | －                              |
| 42 | 3月25日  | FAN. | 「グーフィーのスポーツ選手」                               | －                              |
| 43 | 4月8日   | ADV. | 「カメラの探検旅行とおっとせいの島」                       | －                              |
| 44 | 4月22日  | FAN. | 「美術の旅」                                               | －                              |
| 45 | 5月6日   | ADV. | 「大自然の神秘を訪ねて」（第30回の再放送）                 | －                              |
| 46 | 5月20日  | FAN. | 「ドナルド・ダック失踪す」                                 | －                              |
| 47 | 6月3日   | TOM. | 「月世界探検」                                             | －                              |
| 48 | 6月17日  | FAN. | 「チップとデイルの冒険」                                   | Chip 'n Dale Adventures         |
| 49 | 7月1日   | ADV. | 「タカと少年の物語」                                       | －                              |
| 50 | 7月15日  | FAN. | 「チャイコフスキー物語」                                   | －                              |
| 51 | 7月29日  | ADV. | 「ラプランドの旅とアラスカのエスキモー」（第25回の再放送） | －                              |
| 52 | 8月12日  | FAN. | 「続シリー・シンフォニー・アルバム」                       | More About the Silly Symphonies |
| 53 | 8月26日  | TOM. | 「火星とその彼方」（第38回の再放送）                       | －                              |
| 54 | 9月9日   | FAN. | 「音楽の魔術」                                             | －                              |
| 55 | 9月23日  | ADV. | 「冒険の国一周と水鳥の生活」（第35回の再放送）             | －                              |
| 56 | 10月7日  | FAN. | 「まんがの魔術」                                           | －                              |
| 57 | 10月21日 | FAN. | 「グーフィーの出世物語」（第21回の再放送）                 | －                              |
| 58 | 11月4日  | FRO. | 「西部の馬」                                               | －                              |
| 59 | 11月18日 | FAN. | 「魔法のすべて」（第23回の再放送）                         | －                              |
| 60 | 12月2日  | ADV. | 「民族とその郷土」                                         | －                              |
| 61 | 12月16日 | FAN. | 「グーフィーののんびりする法」                             | －                              |
| 62 | 12月30日 | FRO. | 「高原の殺し屋」                                           | －                              |

### 1961年
| － | 放映日   | －   | 邦題                                                                 | 原題 |
| -- | -------- | ---- | -------------------------------------------------------------------- | ---- |
| 63 | 1月13日  | FAN. | 「ディズニーランドの一日」                                           | －   |
| 64 | 1月27日  | ADV. | 「猟犬物語」                                                         | －   |
| 65 | 2月10日  | FAN. | 「物語の誕生」                                                       | －   |
| 66 | 2月24日  | ADV. | 「ツンドラにトナカイを追って・ワニのいる秘境」                       | －   |
| 67 | 3月10日  | FAN. | 「ドナルド・ダック生い立ちの記」                                     | －   |
| 68 | 3月24日  | ADV. | 「サラブレッドあらし号（あるサラブレッドの生涯）」（第33回の再放送） | －   |
| 69 | 4月7日   | ADV. | 「サモアのカメラ紀行・海と戦うオランダ」                             | －   |
| 70 | 4月21日  | FAN. | 「美術の世界」                                                       | －   |
| 71 | 5月5日   | ADV. | 「奇蹟を呼ぶ鳩」                                                     | －   |
| 72 | 5月19日  | FAN. | 「チップとデイルの冒険」（第48回の再放送）                           | －   |
| 73 | 6月16日  | FAN. | 「続シリー・シンフォニー・アルバム」（第52回の再放送）               | －   |
| 74 | 6月23日  | TOM. | 「夢のハイウエイ」                                                   | －   |
| 75 | 7月7日   | FAN. | 「野球少年ムーチ物語 第一部 ダイヤモンドは最良の友」                 | －   |
| 76 | 7月14日  | TOM. | 「大空への夢」（第11回の再々放送）                                   | －   |
| 77 | 7月28日  | FAN. | 「野球少年ムーチ物語 第二部 ムーチの迷捕手の巻」                     | －   |
| 78 | 8月11日  | FAN. | 「漫画の魔術」（第56回の再放送）                                     | －   |
| 79 | 8月25日  | FAN. | 「ドナルドダックの誕生日」                                           | －   |
| 80 | 9月8日   | ADV. | 「鷹と少年の物語」（第49回の再放送）                                 | －   |
| 81 | 9月22日  | FAN. | 「悪役物語」                                                         | －   |
| 82 | 10月6日  | ADV. | 「猟犬物語」（第64回の再放送）                                       | －   |
| 83 | 10月20日 | FAN. | 「サーカスの熊 ボンゴ物語」                                          | －   |
| 84 | 11月3日  | ADV. | 「ツンドラにトナカイを追って・ワニのいる秘境」（第66回の再放送）     | －   |
| 85 | 11月17日 | FAN. | 「イソップからアンデルセンまで」                                     | －   |
| 86 | 12月1日  | FAN. | 「ドナルドダックの旅行」                                             | －   |
| 87 | 12月15日 | ADV. | 「南極漂流ロケ便りと水鳥の生態」                                     | －   |
| 88 | 12月29日 | ADV. | 「百獣の王」                                                         | －   |

### 1962年
- 89. 1月12日：冒険の国 「台風のマリア」
- 90. 1月26日：開拓の国 「高原の無法者」
- 91. 2月9日：おとぎの国 「ドナルド・ダック就職の巻」
- 92. 2月23日：開拓の国 「西部の馬」（第58回の再放送）
- 93. 3月9日：冒険の国 「第一部 ディズニーの撮影所だより / 第二部 大自然のかたすみ」
- 94. 3月23日：おとぎの国 「漫画の魔術」（第56回の再々放送）
- 95. 4月6日：冒険の国 「ラテン・アメリカ漫歩」
- 96. 4月20日：おとぎの国 「音楽の魔術」
- 97. 5月4日：冒険の国 「雌ロバダスティーの冒険」
- 98. 5月18日：未来の国 「夢のハイウエー」（第74回の再放送）
- 99. 6月1日：冒険の国 「砂漠に生きる人々」
- 100. 6月15日：冒険の国 「奇蹟を呼ぶ鳩」（第71回の再放送）
- 101. 6月29日：おとぎの国 「ドナルドダックのエントツ山仙人」
- 102. 7月13日：冒険の国 「素晴らしい犬達」（第16回の再放送）
- 103. 7月27日：冒険の国 「サモアのカメラ紀行・海と戦うオランダ」（第69回の再放送）
- 104. 8月10日：未来の国 「第一部 ディズニーの撮影所だより / 第二部 宇宙の驚異」（カラー放送）
- 105. 8月24日：おとぎの国 「第一部 すばらしいカラーの世界 / 第二部 ドナルドの算数に強くなる法」（同上）
- 106. 9月7日：冒険の国 「世界の風俗見てある記」
- 107. 9月21日：おとぎの国 「野球少年ムーチ物語 第一部 ダイヤモンドは最良の友」（第75回の再放送）
- 108. 10月5日：おとぎの国 「野球少年ムーチ物語 第二部 ムーチの迷捕手の巻」（第77回の再放送）
- 109. 10月19日：冒険の国 「コヨーテの腹ぺこ物語」
- 110. 11月2日：おとぎの国 「イソップからアンデルセンまで」（第85回の再放送）
- 111. 11月16日：冒険の国 「イエロー・ストーン公園 黒熊物語」
- 112. 11月30日：おとぎの国 「ドナルド・ダックのアメリカ旅行」
- 113. 12月14日：おとぎの国 「クリスマス特集 マンガの主人公大行進」
- 114. 12月28日：冒険の国 「夢を呼ぶゲレンデ（スキー少女物語）」

### 1963年
- 115. 1月11日：冒険の国 「コヨーテの放浪記」
この回で番組最高視聴率43.7%（ビデオリサーチ・関東地区調べ）を記録。
- 116. 1月25日：おとぎの国 「おこりんぼうドナルド行状記」
- 117. 2月8日：冒険の国 「百獣の王」（第88回の再放送）
- 118. 2月22日：おとぎの国 「グーフィーの夢物語」
- 119. 3月8日：冒険の国「 台風のマリア」（第89回の再放送）
- 120. 3月15日：おとぎの国 「サーカスの熊ボンゴ物語」（第83回の再放送）
- 121. 4月5日：開拓の国 「ディズニーランドめぐり・ペコスビル物語」
- 122. 4月19日：冒険の国 「ハリケーン・ハンナ」
- 123. 4月26日：冒険の国 「大象小象物語」
- 124. 5月10日：冒険の国 「雌ろばダスティーの冒険」（第97回の再放送）
- 125. 5月31日：おとぎの国 「グーフィー氏の優雅な生活」
- 126. 6月14日：冒険の国 「砂漠に生きる人々」（第99回の再放送）
- 127. 6月28日：冒険の国 「銀狐とサム・ダベンポート」
- 128. 7月12日：冒険の国 「コヨーテの腹ぺこ物語」（第109回の再放送）
- 129. 7月26日：冒険の国 「水の世界の驚異」
- 130. 8月9日：おとぎの国 「おこりんぼうドナルドの行状記」（第116回の再放送）
- 131. 8月23日：冒険の国 「かわうそ物語（ハイティーンのフラッシュ君）」
- 132. 9月6日：おとぎの国 「ミッキーマウスの愉快な仲間」
- 133. 9月20日：冒険の国 「青春乗馬学校 第一部 愛のジャンプ」
- 134. 10月4日：冒険の国 「青春乗馬学校 第二部 ホースマスター誕生」
- 135. 10月18日：おとぎの国 「グーフィーの夢物語」
- 136. 11月1日：おとぎの国 「スケッチ・ブック スリー・ピー・ホロウの伝説」
- 137. 11月15日：冒険の国 「コヨーテの放浪記」（第115回の再放送）
- 138. 11月29日：おとぎの国「 迷優ダックの記念パーティー」
- 139. 12月13日：冒険の国 「夢を呼ぶゲレンデ（スキー少女物語）」（第114回の再放送）
- 140. 12月27日：冒険の国 「グレタ変なグレイハウンド」（カラー放送）

### 1964年
- 141. 1月10日：開拓の国 「ディズニーランドめぐり ペコス・ビル物語」（第121回の再放送）
- 142. 1月24日：おとぎの国 「アヒル大先生の精神分析入門」
- 143. 2月7日：冒険の国 「海賊ムーンカッサーズ（船の墓場）」
- 144. 2月21日：冒険の国 「海賊ムーンカッサーズ（暗夜の大乱闘）」
- 145. 3月6日：おとぎの国 「世界猫族物語」
- 146. 3月20日：冒険の国 「イエロー・ストーン公園と黒熊物語」（第111回の再放送）
- 147. 3月27日：未来の国 「火星とその彼方」（第38回の再々放送）
- 148. 4月17日：冒険の国 「サラブレッドあらし号（あるサラブレッドの生涯）」（第33回の再々放送）
- 149. 5月1日：冒険の国 「闘う大自然」
- 150. 5月22日：冒険の国 「銀狐とサム・ダベンポート」（第127回の再放送）
- 151. 5月29日：冒険の国 「グーフィー氏の優雅な生活」
- 152. 6月12日：冒険の国 「湿原の乱暴者ワフー・タイガー（ある老いたる山猫の一生）」（カラー放送）
- 153. 6月26日：おとぎの国 「グーフィー氏の優雅な生活」（第125回の再放送）
- 154. 7月10日：冒険の国 「水の世界の驚異」（第129回の再放送）
- 155. 7月24日：おとぎの国 「ミッキーマウスの愉快な仲間」（第132回の再放送）
- 156. 8月7日：おとぎの国 「おかしなおかしな四つの話」
- 157. 8月21日：（不明） 「ディズニーランド世界博覧会へ行く」（カラー放送）
ニューヨーク万国博覧会の特集。
- 158. 9月4日：冒険の国 「青春乗馬学校 第一部 愛のジャンプ」（第133回の再放送）
- 159. 9月18日：冒険の国 「青春乗馬学校 第二部 ホースマスター誕生」（第134回の再放送）
- 160. 10月30日：おとぎの国 「アヒル大先生のスペイン舞踊入門」（カラー放送）
- 161. 11月13日：（不明） 「ベートーベン物語 1（若き日の苦悩）」（カラー放送）
- 162. 11月27日：（不明） 「ベートーベン物語 2」（カラー放送）
- 163. 12月11日：「おとぎの国 スリー・ピー・ホロウの伝説」（第136回の再放送）
- 164. 12月25日：「おとぎの国 アヒル大先生のカーニバル実況中継」

### 1965年
- 165. 1月1日：おとぎの国 「アヒル大先生炉辺談義 三つの大きな冬の夜話」（カラー放送）
- 166. 1月22日：おとぎの国 「アヒル大先生の精神分析入門」（第142回の再放送）
- 167. 2月5日：冒険の国 「かわうそ物語（ハイティーンのフラッシュ君）」（第131回の再放送）
- 168. 2月19日：開拓の国 「もの知りねずみと自由の戦士」
- 169. 3月5日：おとぎの国 「世界猫族物語」（第145回の再放送）
- 170. 3月19日：おとぎの国 「ドナルドダックの珍客騒動」
- 171. 4月2日：開拓の国 「高原の殺し屋」（第62回の再放送）
- 172. 4月16日：（不明） 「ロケ便り 海底2万哩」
- 173. 4月30日：冒険の国 「鷹と少年の物語」（第49回の再放送）
- 174. 5月14日：開拓の国 「暴れ牛サンチョ物語 サンチョ故郷を離れる」
- 175. 5月28日：開拓の国 「暴れ牛サンチョ物語 サンチョ西部へ行く」
- 176. 6月11日：（不明） 「ディズニーランド世界博覧会へ行く」（第157回の再放送・カラー放送）
- 177. 6月25日：未来の国 「夢のハイウェー」（第74回の再々放送）
- 178. 7月9日：おとぎの国 「ワンワンスター誕生」
- 179. 7月23日：おとぎの国 「グーフィーの出世物語」（第21回の再放送）
- 180. 8月6日：冒険の国 「奇跡を呼ぶ鳩」（第71回の再々放送）
- 181. 8月20日：冒険の国 「野球少年ムーチ物語 第一部 ダイヤモンドは最良の友」（第75回の再々放送）
- 182. 9月3日：冒険の国 「野球少年ムーチ物語 第二部 ムーチの迷捕手の巻」（第77回の再々放送）
- 183. 9月17日：（不明） 「十周年大パレード ディズニーランドの誕生日」
ディズニーランド開園10周年を記念した内容。
- 184. 10月1日： 冒険の国 「密航犬ヘクター物語 その1 ヘクターとらわる」
- 185. 10月15日：冒険の国 「密航犬ヘクター物語 その2 ヘクター危機一髪」
- 186. 10月29日：おとぎの国 「チップとデイルの冒険」（第48回の再々放送）
- 187. 11月12日：冒険の国 「台風のマリヤ」（第89回の再々放送）
- 188. 11月26日：開拓の国 「デビー・クロケット物語 勇者の対決」
- 189. 12月10日：（不明） 「愛犬モサ公 第1部 愛犬は髭面」（カラー放送）
- 190. 12月24日：（不明） 「愛犬モサ公 第2部 愛犬と角笛」（カラー放送）

### 1966年
- 191. 1月7日：おとぎの国 「がちょう小母さんマザーグース物語・ミッキーのジャックと豆の木」（カラー放送）
- 192. 1月21日：冒険の国 「湿原の乱暴者ワフー・タイガー」（カラー放送・第152回の再放送）
- 193. 2月4日：おとぎの国 「アヒル大先生の地中海渡航記」（カラー放送）
- 194. 2月18日：冒険の国 「猟犬物語」（第64回の再々放送）
- 195. 3月4日：おとぎの国 「魔法のすべて」（第23回の再放送）
- 196. 3月18日：おとぎの国 「アヒル大先生のノイローゼを治す法」
この回より原則カラー放送に移行。
- 197. 4月1日：冒険の国 「グレタ変なグレイハウンド」（第140回の再放送）
- 198. 4月15日：冒険の国 「コヨーテの放浪記」（第115回の再々放送）
- 199. 4月29日：冒険の国 「山火事に挑む」
- 200. 5月27日：冒険の国 「200回放送記念 わが家のカワウソ君」
- 201. 6月10日：冒険の国 「大自然の驚異」
- 202. 6月24日：おとぎの国 「アヒル大先生の珍宇宙案内」
- 203. 7月7日：（不明） 「忠犬ボビー 1」
- 204. 7月22日：（不明） 「忠犬ボビー 2」
- 205. 8月5日：おとぎの国 「わんぱく三銃士 にがいスイカ」
- 206. 8月19日：おとぎの国 「わんぱく三銃士 幽霊屋敷の宝」
- 207. 9月2日：冒険の国 「ハリケーン・ハンナ」（第122回の再放送）
- 208. 9月16日：おとぎの国 「アヒル大先生のチビッコ心理学」
- 209. 9月30日：冒険の国 「百獣の王ライオン」（第88回の再々放送）
- 210. 10月14日：冒険の国 「秘境ティートン渓谷の一日」
- 211. 10月28日：（不明） 「金鷲アイダとビリー爺さん」
- 212. 11月11日：冒険の国 「雌ロバダスティーの冒険」（第97回の再々放送）
- 213. 11月25日：おとぎの国 「迷い子のキャンディー」
- 214. 12月9日：冒険の国 「大象小象物語」（第123回の再放送）
- 215. 12月23日：冒険の国 「西部の馬」（第58回の再々放送）

### 1967年
- 216. 1月6日：（不明） 「みんなで音楽を」
- 217. 1月20日：冒険の国 「夢を呼ぶゲレンデ スキー少女物語」（第114回の再々放送）
- 218. 2月3日：おとぎの国 「まんが大会 ピーターのオオカミ退治」
- 219. 2月17日：おとぎの国 「音楽の魔術」（第54回の再々放送）
- 220. 3月3日：冒険の国 「嵐の中の少年 第1部」
- 221. 3月17日：冒険の国 「嵐の中の少年 第2部 いばらの道」
- 222. 3月31日：おとぎの国 「アヒル大先生のヒコーキおやじ」
- 223. 4月14日：（不明） 「ミナドの復讐」
- 224. 4月28日：（不明） 「プカドン交響楽」
- 225. 5月12日：冒険の国 「金色の名馬」
- 226. 5月26日：冒険の国 「大自然の神秘を訪ねて」（第30回の再々放送）
- 227. 6月9日：（不明） 「番犬コヨーテ“コンチョン”」
- 228. 6月23日：（不明） 「夜のディズニーランド」
- 229. 7月7日：冒険の国 「走れカモシカ“ライトバック”」
- 230. 7月21日：（不明） 「サーカス小僧1 トビーの大手柄」
- 231. 8月4日：（不明） 「サーカス小僧2 トビー故郷へ帰る」
- 232. 8月18日：おとぎの国 「迷い子のキャンディー」（第238回の再放送）
- 233. 9月1日：（不明） 「小さなお尋ねもの その1」
- 234. 9月15日：（不明） 「小さなお尋ねもの その2」
- 235. 9月29日：冒険の国 「水の世界の驚異」（第129回の再々放送）
- 236. 10月13日：開拓の国 「夢の国のウエスタン・ショー」
- 237. 10月27日：おとぎの国 「グーフィーのスポーツ物語」
- 238. 11月10日：冒険の国 「ワン公荒野を行く」
- 239. 11月24日：（不明） 「少年事件記者ギャラガー 小指のない男」
- 240. 12月8日：おとぎの国 「おこりんぼドナルド行状記」（第116回の再々放送）
- 241. 12月22日：（不明） 「少年事件記者ギャラガー 悪徳警官」

### 1968年
- 242. 1月5日：おとぎの国 「がらくたミュージカル大行進」
- 243. 1月19日：（不明） 「少年事件記者ギャラガー 怪盗ジップ・ワイアット」
- 244. 2月2日：冒険の国 「あらい熊と猟犬」
- 245. 2月16日：おとぎの国 「おかしなおかしな四つの話」（第156回の再放送）
- 246. 4月7日：（不明） 「ワイルド・ドッグ 1」
この回より日曜19時に移動し、隔週放送から毎週放送に変更。
- 247. 4月14日：（不明） 「ワイルド・ドッグ 2」
- 248. 4月21日：冒険の国 「イエローストーンの親子熊」
- 249. 4月28日：（不明） 「ひょう猫ジョーカーの冒険」
- 250. 5月5日：（不明） 「脱線あしか騒動 その1」
- 251. 5月12日：（不明） 「脱線あしか騒動 その2」
- 252. 5月19日：冒険の国 「大自然の驚異」（第201回の再放送）
- 253. 5月26日：（不明） 「機関車大追跡 1」
- 254. 6月2日：（不明） 「機関車大追跡 2」
- 255. 6月9日：（不明） 「白馬エル・ブランコの伝説」
- 256. 6月16日：おとぎの国 「ドナルドとグーフィーのハイウエイ・ドライブ」
- 257. 6月23日：冒険の国 「わが家のカワウソ君」（第200回の再放送）
- 258. 6月30日：冒険の国 「ビッグ・レッド」
- 259. 7月7日：冒険の国 「ビッグ・レッド完結編」
- 260. 7月14日：冒険の国 「コヨーテの放浪記」（第115回の再々々放送）
- 261. 7月21日：冒険の国 「森は生きている」
- 262. 7月28日：冒険の国 「海は生きている」
- 263. 8月4日：おとぎの国 「わんぱく三銃士 にがいスイカ」（第205回の再放送）
- 264. 8月11日：おとぎの国 「わんぱく三銃士 幽霊屋敷の宝」（第206回の再放送）
- 265. 8月18日：（不明） 「こんにちはアラスカ」
- 266. 8月25日：（不明）「 幸福を売る少女ポリアンナ 1」
- 267. 9月1日：（不明） 「幸福を売る少女ポリアンナ 2」
- 268. 9月8日：（不明） 「幸福を売る少女ポリアンナ 3」
- 269. 9月15日：冒険の国 「飛べ飛べグライダー」
- 270. 9月22日：冒険の国 「奇跡を呼ぶ鳩」（第71回の再々々放送）
- 271. 9月29日：（不明） 「高原の無法者 あるアメリカライオンの生涯」
- 272. 10月6日：（不明） 「名馬コマンチ さらばトンカウェイカン」
- 273. 10月13日：（不明） 「名馬コマンチ 勇者は死なず」
- 274. 10月20日：冒険の国 「湿原の乱暴者 ワフー・タイガー」（第152回の再々放送）
- 275. 10月27日：（不明） 「盲導犬ケリー物語 がんばれケリー」
- 276. 11月3日：（不明） 「盲導犬ケリー物語 横を向くなケリー」
- 277. 11月10日：（不明） 「盲導犬ケリー物語 最後の難関」
- 278. 11月17日：冒険の国 「秘境ティートン渓谷の一日」（第210回の再放送）
- 279. 11月24日：（不明） 「首なし馬の騎士たち 1億フランの列車強盗」
- 280. 12月1日：（不明） 「首なし馬の騎士たち オモチャ置き場の対決」
- 281. 12月8日：（不明） 「番犬三銃士」
- 282. 12月15日：開拓の国 「暴れ牛サンチョ物語 サンチョ故郷を離れる」（第174回再放送）
- 283. 12月22日：開拓の国 「暴れ牛サンチョ物語 サンチョ西部へ行く」（第175回の再放送）
- 284. 12月29日：冒険の国 「百獣の王ライオン」（第88回の再々々放送）

### 1969年
- 285. 1月5日：「乞食王子①」
- 286. 1月12日：「乞食王子②」
- 287. 1月19日：「乞食王子③」
- 288. 1月26日：（冒険の国）「銀狐と狩人サム・ダベンポート」
- 289. 2月2日：「少年鼓手ジョニー①」
- 290. 2月9日：「少年鼓手ジョニー②」
- 291. 2月16日：「金鷲アイダとビリー爺さん」
- 292. 2月23日：「アヒル大先生のハンター入門」
- 293. 3月2日：「山火事に挑む」
- 294. 3月9日：「グレタ～変なグレイハウンド～」
- 295. 3月16日：「鷹と少年の物語」
- 296. 3月23日：「少年事件記者ギャラガー④誰がハムレットを殺したか」
- 297. 3月30日：「少年事件記者ギャラガー⑤サギ師をつかまえろ」
- 298. 4月6日：「鷲になった少年の物語」
- 299. 4月13日：「コロラド河探検記」
- 300. 4月20日：「まぼろし密輸団・怪傑スケアクロー①３００回記念」
- 301. 4月27日：「まぼろし密輸団・怪傑スケアクロー②」
- 302. 5月4日：「まぼろし密輸団・怪傑スケアクロー③終」
- 303. 5月11日：「ペットショップは大はんじょう」
- 304. 5月18日：「わん公荒野を行く」
- 305. 5月25日：「サラブレッドあらし号」
- 306. 6月1日：「雌ろばダスティの冒険」
- 307. 6月8日：「灯台守と愉快な仲間たち」
- 308. 6月22日：「アヒル大先生のなんでも研究しちゃおう」
- 309. 7月6日：「少年事件記者ギャラガー～くさいガス爆発事件～」
- 310. 7月27日：「わんぱくトリオ探偵団①」
- 311. 8月3日：「わんぱくトリオ探偵団②完結編」
- 312. 8月24日：「あらい熊と猟犬」
- 313. 9月7日：「名馬誕生」
- 314. 9月21日：「番犬コヨーテ「コンチョ」」
- 315. 10月5日：「霧の中のトラ①」
- 316. 10月12日：「霧の中のトラ②」
- 317. 10月19日：「ジョニーとみみずく」
- 318. 10月26日：「ミナドの復讐」
- 319. 11月2日：「白馬奪回作戦①」
- 320. 11月9日：「白馬奪回作戦②」
- 321. 11月16日：「新米カウボーイの武者修行①」
- 322. 11月23日：「新米カウボーイの武者修行②」
- 323. 11月30日：「新米カウボーイの武者修行③」
- 324. 12月7日：「猟犬モサ公①愛犬はひげ面」
- 325. 12月14日：「猟犬モサ公②愛犬と角笛」
- 326. 12月21日：「大自然の神秘を訪ねて」

### 1970年
- 327. 1月4日：「愛犬ブーメラン飛んで来い①」
- 328. 1月11日：「愛犬ブーメラン飛んで来い②」
- 329. 1月18日：「山の上の第三の男①」
- 330. 1月25日：「山の上の第三の男②ひるがえる旗」
- 331. 2月1日：「小さな逃亡者①」
- 332. 2月8日：「小さな逃亡者②」
- 333. 2月15日：「金色の名馬」
- 334. 2月22日：「青い眼のインディアン①」
- 335. 3月1日：「青い眼のインディアン②」
- 336. 3月8日：「走れかもしかライトバック」
- 337. 3月15日：「東部で駄目なら西部があるさ①」
- 338. 3月22日：「東部で駄目なら西部があるさ②」
- 339. 3月29日：「水の世界の驚異」
- 340. 4月19日：「ジャングルキャット」
- 341. 4月26日：「バンクーバー島の休日」
- 342. 5月3日：「ビートルロックの一日」
- 343. 5月10日：「いたずらカラス、インキー」
- 344. 5月17日：「西部の馬」
- 345. 5月24日：「グレタ～変なグレイハウンド～」
- 346. 5月31日：「若きディック・ターピンの伝説①」
- 347. 6月7日：「若きディック・ターピンの伝説②」
- 348. 6月14日：「みにくいダックスフント①」
- 349. 6月21日：「みにくいダックスフント②」
- 350. 6月28日：「ふしぎなふしぎな大自然」
- 351. 7月5日：「脱線アシカ騒動①」
- 352. 7月12日：「脱線アシカ騒動②」
- 353. 7月19日：「海がめソロモンの大冒険」
- 354. 7月26日：「オズモンドと一緒」
- 355. 8月2日：「太平洋アヒルの旅」
- 356. 8月9日：「海底の秘宝①」
- 357. 8月16日：「海底の秘宝②」
- 358. 8月23日：「名馬誕生」
- 359. 8月30日：「大当りダチョウ牧場」
- 360. 9月6日：「乞食王子①」
- 361. 9月13日：「乞食王子②」
- 362. 9月20日：「乞食王子③」
- 363. 9月27日：「コヨーテ・チコのハリウッド見物」
- 364. 10月4日：「ひょう猫ジョーカーの冒険」
- 365. 10月25日：「ペットショップは大はんじょう」
- 366. 11月1日：「腕白アーリスとインディアン①」
- 367. 11月8日：「腕白アーリスとインディアン②」
- 368. 11月22日：「忠犬ボビー①」
- 369. 11月29日：「忠犬ボビー②」
- 370. 12月6日：「ミッキーマウスの歴史」
- 371. 12月13日：「よみがえる名馬ブリムストーン号」
- 372. 12月20日：「密航犬ヘクター物語①」
- 373. 12月27日：「密航犬ヘクター物語②」